# День знаний
День зна́ний (1 сентября, Пра́здник пе́рвого звонка́) — государственный праздник в СССР, введённый Указом Президиума Верховного Совета СССР от 15 июня 1984 года № 373-XI «Об объявлении 1 сентября всенародным праздником — Днём знаний». Отмечался с 1984 года. Ныне является официальным праздником в некоторых постсоветских государствах, в частности, в России, Белоруссии и на Украине. Является рабочим днём. В случае выпадения 1 сентября на воскресенье праздничные линейки проводятся 2 сентября — такое бывает только тогда, когда невисокосный год начинается во вторник и когда високосный год начинается в понедельник. А в случае выпадения 1 сентября на субботу, день знаний в некоторых регионах отмечается даже 3 сентября — такое бывает когда невисокосный год начинается в понедельник  или когда високосный год начинается в воскресенье.
1 сентября — начало нового учебного года для подавляющего большинства российских школьников, студентов, учителей и преподавателей.
Традиционно в этот день в школах проходят торжественные линейки, классные часы, уроки знаний, мира, безопасности, мужества и так далее.

## История Дня знаний

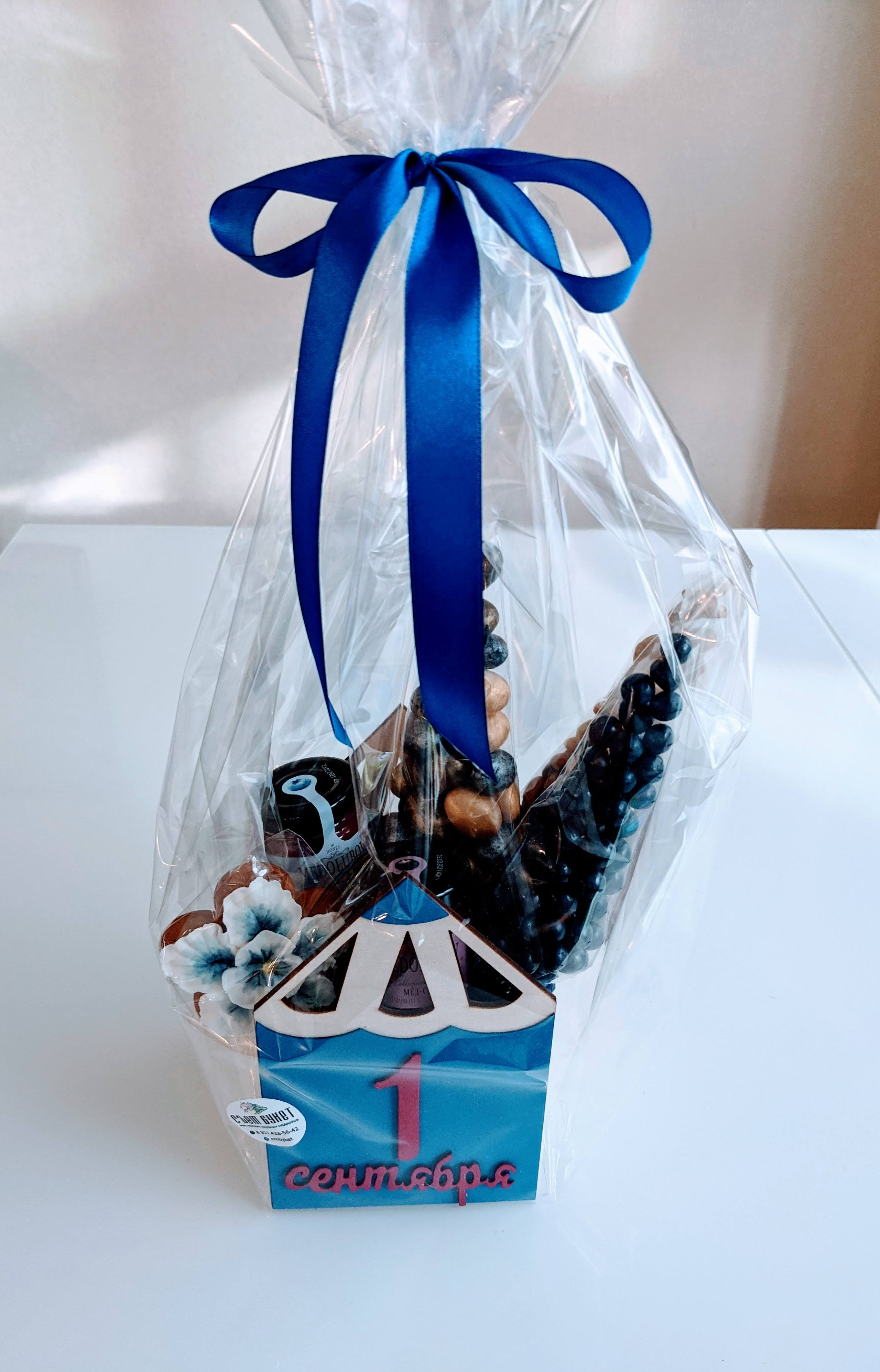
Съедобный букет из орехов и ягод для учителя на 1 сентября, 2021

Исторически в России не все учебные заведения начинали учебный год 1 сентября. Например, во времена Петра I в некоторых школах обучение начиналось в конце августа, середине сентября или октября, сельские школы грамоты начинали работать с 1 декабря, как отмечает В. И. Даль в главе «Приметы» сочинения «О поверьях, суевериях и предрассудках русского народа», в этот день памяти Наума в Малороссии отдавали детей в школу, полагая, что «они тогда более ума наберутся».
Даже в СССР до середины 1930-х годов не было точной даты начала учебного года. Согласно постановлению Совета Народных Комиссаров СССР от 14 августа 1930 года, констатировалось лишь, что «все дети в возрасте 8—10 лет должны были быть приняты в школу осенью».
После начала I Мировой войны молодые социалисты выступили с инициативой о проведении ежегодного Международного юношеского дня (МЮД), чтобы во всех странах проводить антивоенные акции и уроки мира в школах. Датой проведения МЮД, по предложению Коминтерна Молодёжи, с 1932 года становится 1 сентября. А уже 3 сентября 1935 года постановлением Совнаркома и ЦК ВКП(б) было введено единое начало учебных занятий во всех школах СССР с 1 сентября, а окончание дифференцировано: в первых трёх классах — 1 июня, в 4—7 классах — 10 июня и 8—10 классах — 20 июня. В 1939 году 1 сентября гитлеровская Германия развязывает Вторую мировую войну, и антивоенное значение этой даты усиливается.
Официально «День знаний» был учреждён Указом Президиума Верховного Совета СССР № 373-XI от 15 июня 1984 года «Об объявлении 1 сентября всенародным праздником — Днём знаний», который дополнил Указ Президиума Верховного Совета СССР № 3018-X «О праздничных и памятных днях» от 1 октября 1980 года новым праздничным днём.

## Традиции празднования
1 сентября ученики и их родители дарят учителям цветы, поздравляют с началом учебного года. Как показал опрос сервисом Superjob (2023 г.), большинство российских школьников и взрослых любят первое сентября, хотя единодушия нет (не испытывают в отношении этого дня добрых чувств около 30 %).
Первые лица государства традиционно поздравляют с Днём знаний учителей и учеников. Различные учебные заведения посещает администрация районов, руководители городов и страны.
1 сентября в школах проводятся торжественные линейки (все учащиеся выстраиваются в линии согласно своему классу). Как неотъемлемая часть церемонии присутствующие слушают государственный гимн — данная традиция происходит из СССР.
До 1984 года после линейки проводились Урок Мира, а затем другие уроки по расписанию, причём это был полноценный учебный день (с 5-6 уроками). С 1984 года уроки в школах 1 сентября не ведутся, а организуются только линейки и другие праздничные мероприятия, на которых особое внимание уделяется первоклассникам. С 1 сентября 2017 года занятия во всех классах начинаются с открытого урока «Россия, устремлённая в будущее». С 1 сентября 2023 года после линейки проводится «Разговор о важном».
В средних специальных и высших учебных заведениях, как правило, обходятся без линеек (для первокурсников проводится торжественное собрание, но студенты старших курсов учатся).

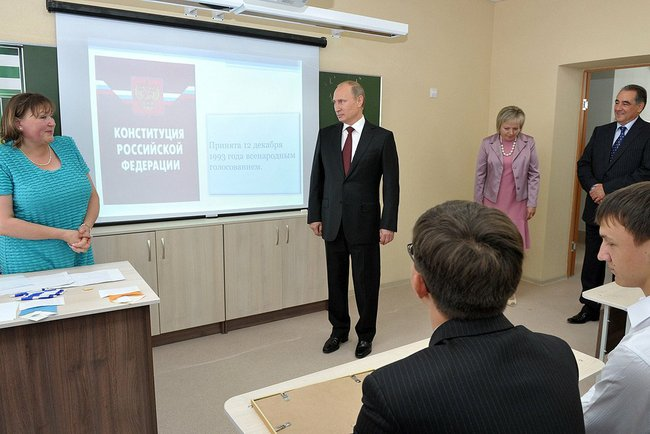
Президент России Владимир Путин в День знаний посещает среднюю школу № 7 в Кургане, 2013 год
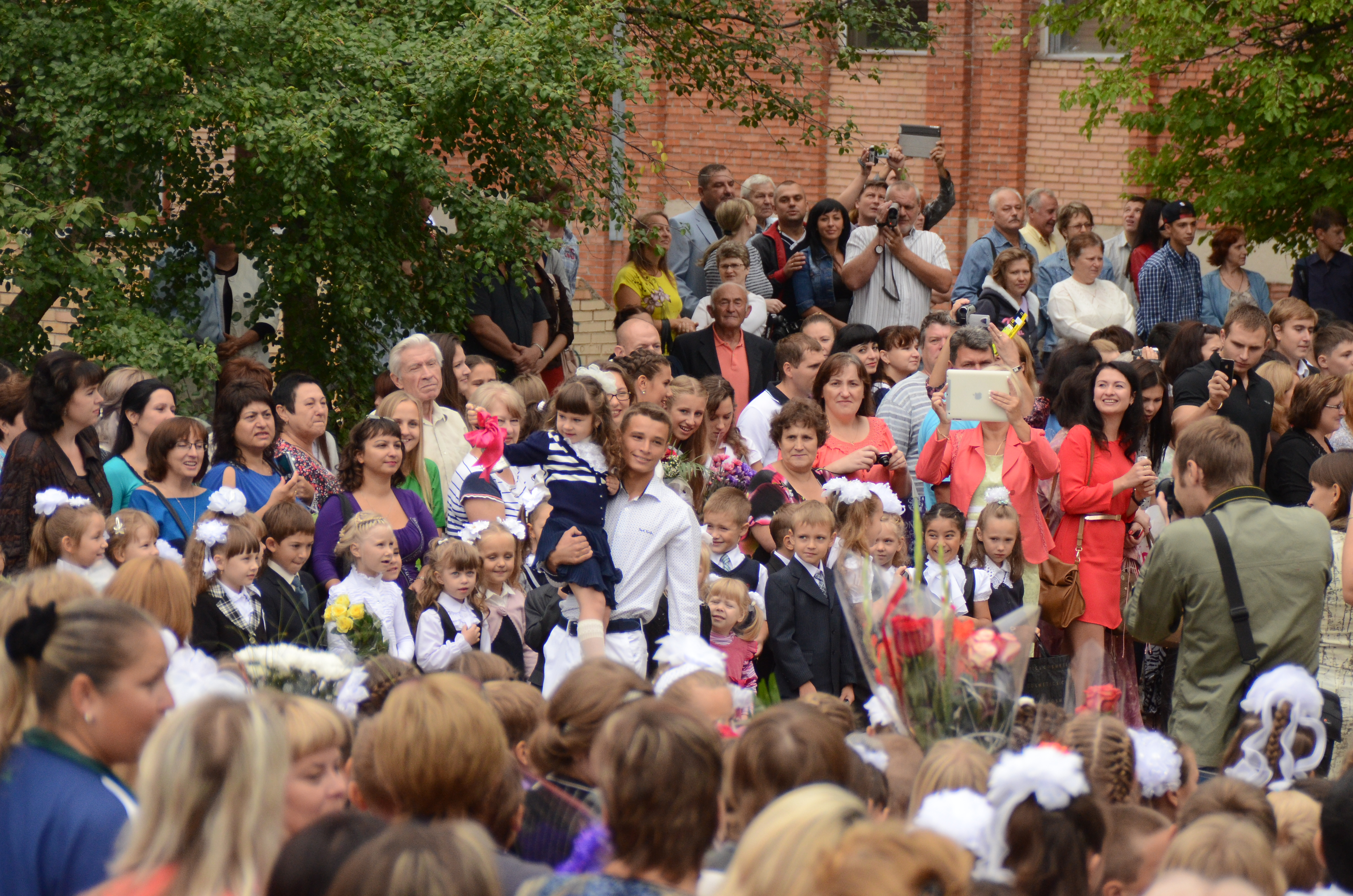
Торжественная линейка на Донбассе (Донецк), 1 сентября 2013 года
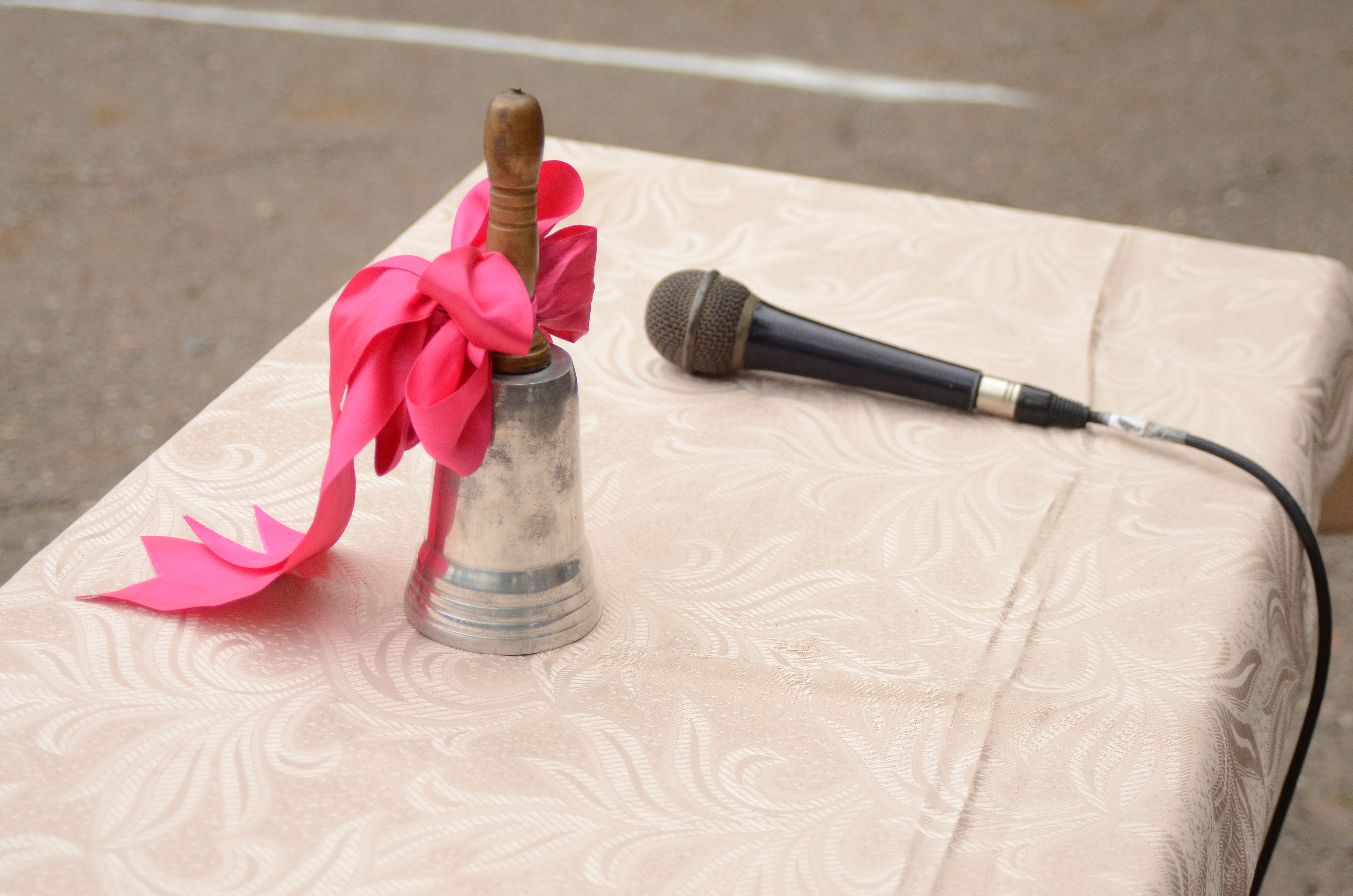
Колокольчик — атрибут Дня знаний. Таким колокольчиком даётся первый звонок учебного года
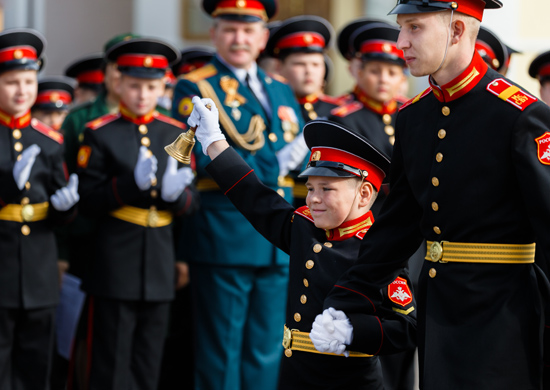
День знаний в Московском суворовском военном училище

В 2014 году в одной из московских школ при содействии фонда «Вера» была проведена акция «Дети вместо цветов»: в День знаний ученики и их родители не покупали дорогие букеты учителям, а жертвовали посильную для себя сумму на помощь тяжелобольным детям или сиротам. Акция вызвала общественный интерес, и ежегодно к ней присоединяются всё новые учебные заведения России. Однако у идеи отказа от традиции поздравлять педагогов цветами в пользу благотворительности есть и противники, указывавшие, в частности, на опасность перехода такой акции в формат коллективного принуждения.

## День знаний в искусстве

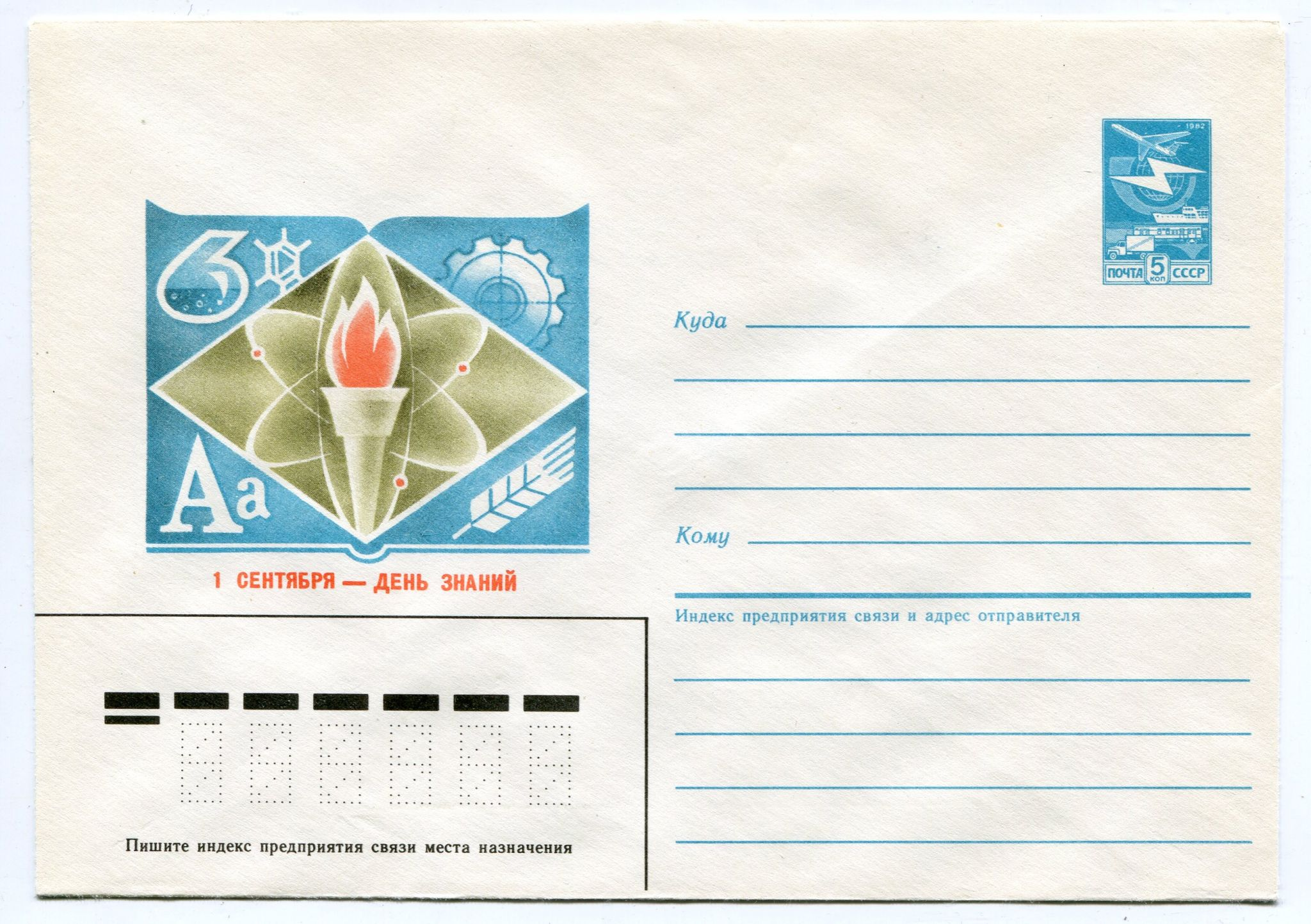
ХМК СССР 1986 года ко Дню знаний
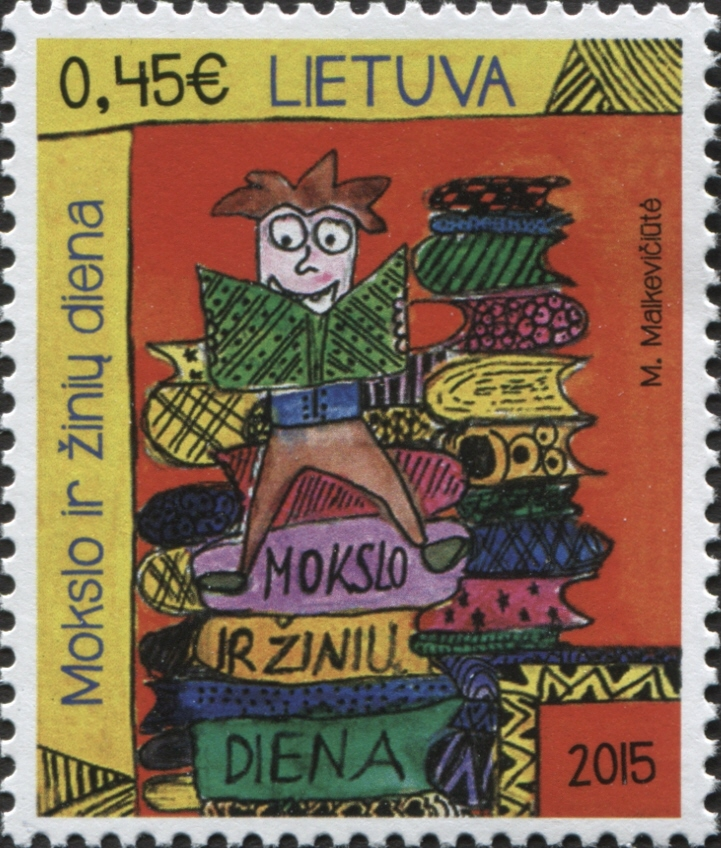
День науки и знаний, Почта Литвы, 2015

Ко Дню знаний в СССР неоднократно выпускались художественные маркированные конверты (ХМК). Почтовых марок, посвящённых этому празднику, в СССР и России выпущено не было, однако марка ко Дню знаний была выпущена Литвой в 2015 году; строго говоря, она была посвящена «Дню науки и знаний» (лит. Mokslo ir žinių diena), который там отмечается 1 сентября.
Тема начала учебного года нашла отражение в советской и, в меньшей мере, постсоветской живописи. Так, были написаны несколько картин под одинаковым названием «Первое сентября» (худ. А. Волков, 1951; Г. Васецкий, 1960; В. Цветкова, 1961; А. Кречетов, 1980; Л. Овчинини, 2018).
Во времена СССР было создано немало песен, посвящённых школе, которые десятилетиями звучат на разных мероприятиях в День знаний и пользуются популярностью: «Наташка-первоклашка» («Сестрёнка Наташка теперь первоклашка, теперь ученица она....», сл. К. Ибряева, муз. Ю. Чичкова), «Учат в школе» («Вычитать и умножать, малышей не обижать учат в школе...», сл. М. Пляцковского, муз. В. Шаинского) и другие.

## 1 сентября: события разных лет
В первый день осени в сфере российского/советского образования, в числе прочего, состоялись открытие Библиотеки Академии наук (1714), закладка здания Исторического музея (1875), основание ВГИКа (1919), открытие Главного здания МГУ (1953).
Однако на эту дату пришлись драматичные исторические события, память о которых контрастирует с атмосферой праздника. Первое сентября — дата начала (1939) и, с точностью до одного дня, окончания (1945) Второй мировой войны, унёсшей жизни более 70 млн человек. В 1923 году 1 сентября произошло Великое землетрясение Канто, целиком разрушившее Токио и Йокогаму.
Трагической вехой в истории Дня знаний, влияющей на его эмоциональное восприятие, стало 1 сентября 2004 г., когда террористы захватили школу в Беслане: погибли 333 человека, включая 186 учащихся. Конкретно в Беслане с 2005 года начало занятий сдвигается на несколько дней.